# Америчка хорор прича: 1984
Америчка хорор прича: 1984 (енгл. American Horror Story: 1984) је девета сезона америчке FX хорор-антологијске телевизијске серије Америчка хорор прича, чији су творци Рајан Мерфи и Бред Фелчак. Премијера је била 18. септембра 2019. године и завршила се 13. новембра 2019. године. Описана је као ссезона под јаким утицајем хорор-слешер филмовима као што су Петак тринаести и Ноћ вештица.
Чланови глумачке екипе који се враћају из претходних сезона серије су: Ема Робертс, Били Лурд, Лесли Гросман, Коди Ферн, Џон Керол Линч, Танја Кларк, Лили Рејб, Дилан Макдермот и Фин Витрок, заједно са новим члановима које чине Метју Морисон, Гас Кенворти, Анџелика Рос и Зак Вила. 1984 означава прву сезону у којој не глуме носиоци серије Еван Питерс и Сара Полсон.

## Улоге
| Глумац           | Улога                       |
| ---------------- | --------------------------- |
| Ема Робертс      | Брук Томпсон                |
| Били Лурд        | Монтана Дјук                |
| Лесли Гросман    | Маргарет Бут                |
| Коди Ферн        | Гзавије Плимптон            |
| Метју Морисон    | Тревор Киршнер              |
| Гас Кенворти     | Чит Кленси                  |
| Џон Керол Линч   | Бенџамин Ричтер / г. Звецко |
| Анџелика Рос     | Рита / Дона Чемберс         |
| Зак Вила         | Ричард Рамирез              |
| Дерон Хортон     | Реј Пауел                   |
| Орла Брејди      | др. Карен Хопл              |
| Лу Тејлор Пучи   | Џонас Шивур                 |
| Тара Карзијан    | шериф Берти                 |
| Ема Мајзел       | Миџ                         |
| Кет Солко        | Хелен                       |
| Конор Донали     | Еди                         |
| Шон Лијанг       | Вајд Лоуд                   |
| Лесли Џордан     | Кортни                      |
| Лили Рејб        | Лавнија Ричтер              |
| Дилан Макдермот  | Брус                        |
| Филип Александер | Боби Ричтер                 |
| Мич Пилеџи       | Арт                         |
| Дон Свајз        | Рој                         |
| Тод Стешвик      | Блејк                       |
| Стивен Калп      | г. Томпсон                  |
| Спенсер Невил    | Џои Кавана                  |
| Зак Тинкер       | Сем Дјук                    |
| Матео Галегос    | млади Ричард Рамирез        |
| Дрима Вокер      | Рита                        |
| Марк Доерти      | Чен                         |
| Тим Рас          | Дејвид Чемберс              |
| Ричард Ган       | главни заменик              |
| Ник Чинланд      | управник затвора            |
| Танја Кларк      | Лоралај Ричтер              |
| Ивон Зима        | Ред                         |
| Ерик Стивс       | Дастин                      |
| Конор Кејн       | млади Бенџамин Ричтер       |
| Стефани Блек     | Стејси Филипс               |
| Фин Витрок       | Боби Ричтер                 |